# One Wild Night Live 1985-2001
One Wild Night Live 1985-2001 je prvi i zasad jedini live album rock grupe Bon Jovi, album je izdan 2001., i bio je 20. na Billboard ljestvici.

## Popis pjesma
1. "It's My Life"
2. "Livin' on a Prayer"
3. "You Give Love a Bad Name"
4. "Keep the Faith"
5. "Someday I'll Be Saturday Night"
6. "Rockin' in the Free World"
7. "Something to Believe In"
8. "Wanted Dead or Alive"
9. "Runaway"
10. "In and Out of Love"
11. "I Don't Like Mondays"
12. "Just Older"
13. "Something for the Pain"
14. "Bad Medicine"
15. "One Wild Night (2001)"

## Snimali su

### Bon Jovi
- Jon Bon Jovi - vokal, gitara, udaraljke
- Richie Sambora - gitara, prateći vokal
- Tico Torres - bubnjevi
- David Bryan - sintesajzer, prateći vokal

### Suradnici
- Hugh McDonald - bas, prateći vokal
- Alec John Such - bas, prateći vokal

i
- Bob Geldof - vokal, gitara